# Schloss Festenberg

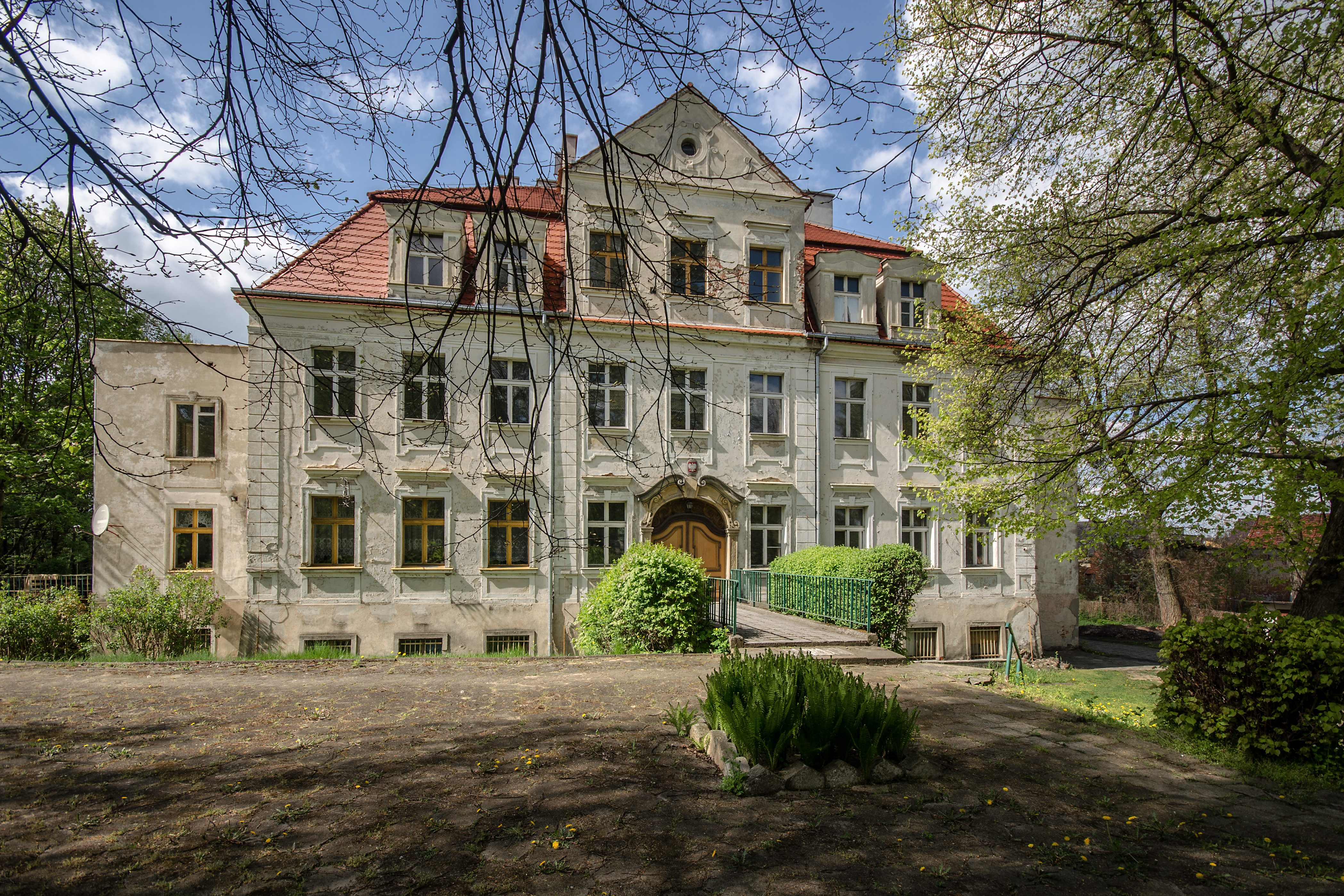
Schloss Festenberg

Schloss Festenberg (polnisch Pałac w Twardogórze) ist ein Schlossbau in Twardogóra (deutsch Festenberg) im Powiat Oleśnicki  in der Woiwodschaft Niederschlesien in Polen.

## Geschichte

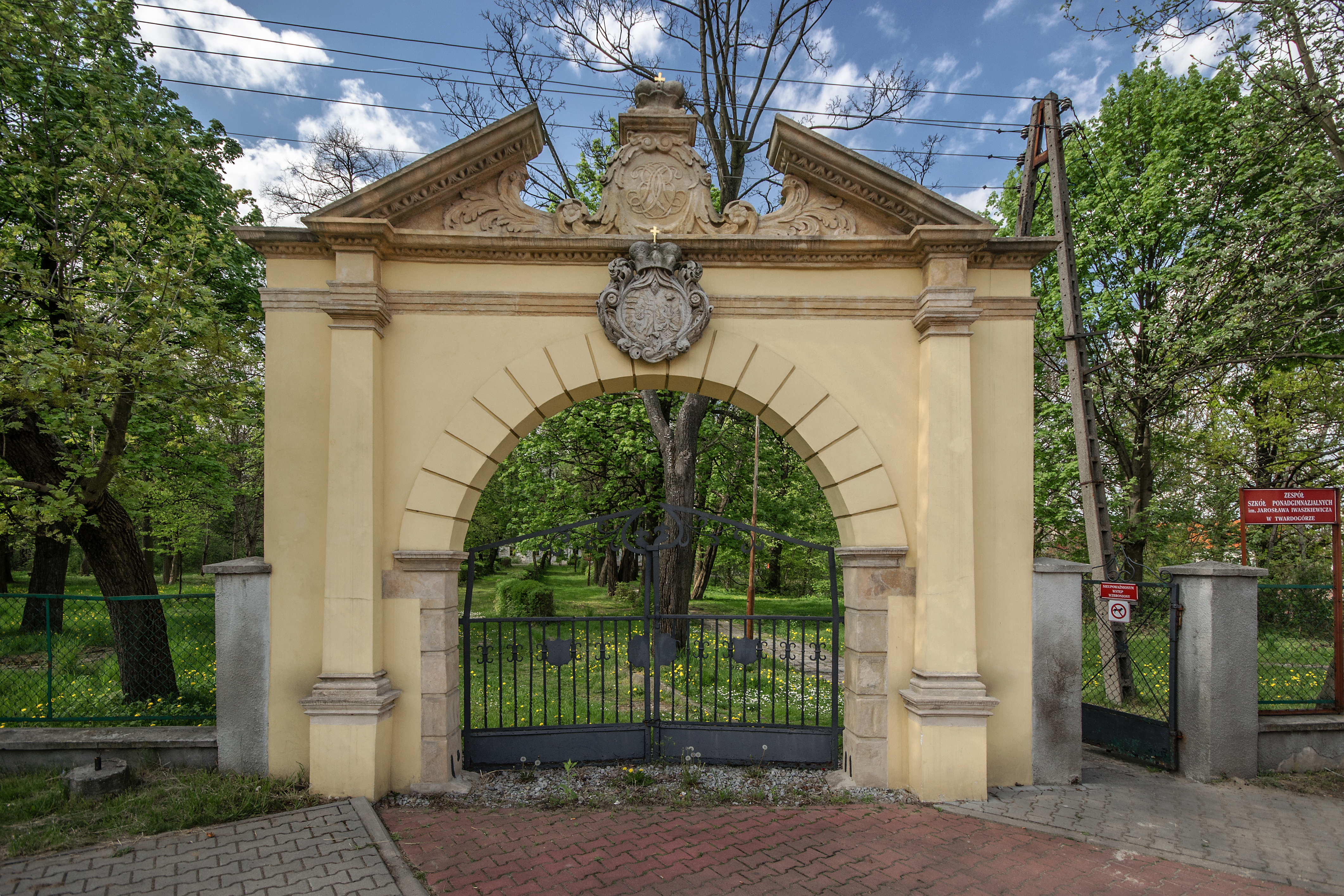
Schlossportal

Vermutlich bestand schon bei Stadtgründung 1293 hier eine herzogliche Burg, die damals zum Herzogtum Glogau gehörte und bei dessen Teilung an das Herzogtum Oels gelangte. Später war sie im Besitz der von Borschnitz und der von Dyhrn. Ab 1594 gehörte sie den Freiherren Köckritz, die die vorherige Wasserburg durch ein Festes Haus ersetzten.
Die Freiherren Köckritz verkauften Festenberg 1676 an Herzogin Eleonore Charlotte von Württemberg-Mömpelgard (1656–1743), die das Schloss nach 1685 im Stil des Frühbarock umbauen ließ. Die heutige Gestalt stammt von 1715, als das Schloss vermutlich nach Plänen von Christoph Hackner umgestaltet wurde. Ab 1743 war das Schloss im Besitz des Heinrich Leopold von Reichenbach, der Festenberg mitsamt dem Schloss in die benachbarte Herrschaft Goschütz eingliederte.
Nach dem Übergang an Polen infolge des Zweiten Weltkriegs 1945 wurde das Schloss 1963 bis 1966 renoviert und nach 1973 um zwei kurze Seitenflügel erweitert. Derzeit wird das Schloss von einem Schulverband genutzt.

## Bauwerk
Der Bau ist ein rechteckiger zweigeschossiger Putzbau mit Mansarddach und Risalit an Vorder- und Rückseite. Das Eingangsportal zeigt Wappen und Monogramm der Herzogin Eleonore Charlotte. Im Osten und Süden sind Reste von Gräben und Erdwällen sichtbar. Der barocke Park wurde im 19. Jahrhundert zu einem Landschaftspark umgestaltet.